# 1869 en Grèce
Chronologie de la Grèce
- 1865
- 1866
- 1867
- 1868
- 1869
- 1870
- 1871
- 1872
- 1873

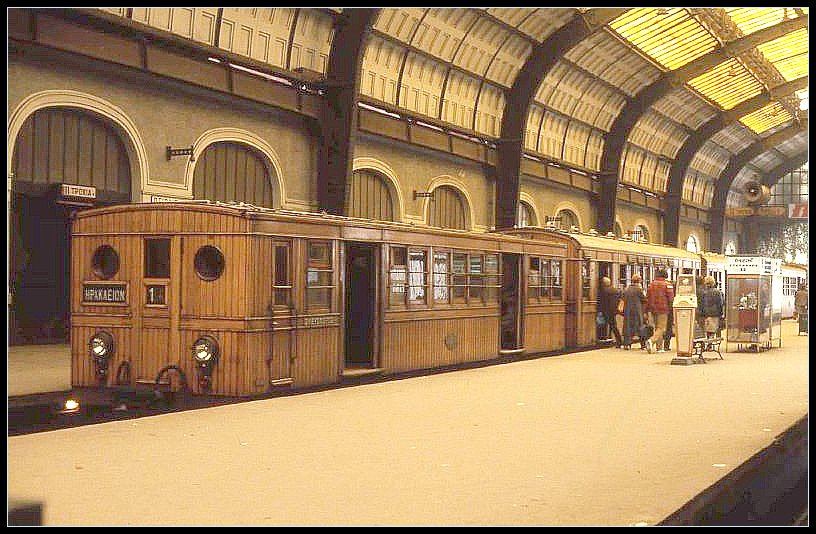
La station de métro du Pirée est inaugurée le 27 février (photo de 1981).

Cette page concerne les évènements survenus en 1869 en Grèce  :

## Événement
- Fin de la révolte crétoise de 1866-1869
- 16 mai : Élections législatives.

## Création
- Chemins de fer électriques Athènes-Le Pirée (en)
- Station de métro du Pirée
- Station de métro de Thissío

## Naissance
- Georges de Grèce, prince de Grèce et de Danemark.
- Sofoklís Doúsmanis, officier de la marine hellénique, dont il a été deux fois chef d'état-major avant d’être nommé ministre de la Marine.
- Florentía Fountouklí, poétesse, traductrice, mathématicienne.
- Theophánis Kakridís (el), écrivain, philologue et professeur d'université.
- Rengína Lidoríki (d), joueuse de tennis.
- Miltiádis Malakásis (el), écrivain et poète.
- Geórgios Sklavoúnos (el), médecin et professeur d'université.
- Periklís Yannópoulos, poète.

## Décès
- Christódoulos Chatzipétros (el), chef militaire.
- Geórgios Mítsos (el), chef révolutionnaire.
- Ioánnis Olýmpios (el), écrivain, médecin et professeur d'université.
- Nikólaos Zérvas (el), militaire.